# Sesto Bruscantini
Sesto Bruscantini (Civitanova Marche, 10 dicembre 1919 – Civitanova Marche, 4 maggio 2003) è stato un basso-baritono italiano.

## Biografia
Fin dall'infanzia manifestò il proprio talento teatrale "recitando" il Minuetto di Luigi Boccherini a soli otto anni. Nel 1939 cantò nella commedia musicale La Geisha di Sidney Jones al Teatro Beniamino Gigli di Civitanova Marche (oggi Teatro Rossini).
Il giovane Bruscantini era stato “stregato” dall'opera, conquistato in particolare dal Mefistofele di Giulio Neri. Pur conseguendo la laurea in legge, deluse le speranze del padre avvocato e, incoraggiato da successi in piccoli concerti, complice uno zio melomane, proseguì gli studi musicali, debuttando nel 1946 nella città natale come Colline ne La bohème. Nello stesso anno  fece una felice  audizione in casa di Beniamino Gigli, che ne confermò il registro di basso.
Perfezionatosi in seguito al Conservatorio Santa Cecilia con il maestro Luigi Ricci, nel 1947 vinse il “Torneo per giovani cantanti lirici” indetto dalla neonata RAI, con la quale iniziò un periodo di intensa collaborazione. Fu il primo cantante d'opera italiano ad esibirsi in televisione: il 13 settembre 1949, tre giorni dopo l'inizio delle trasmissioni sperimentali, interpretò, assieme ad Angelica Tuccari, e sotto la direzione di Alfredo Simonetto. La serva padrona di Pergolesi, trasmessa dagli studi RAI di Milano.Il debutto scaligero del marzo 1949 ne Il matrimonio segreto sancì definitivamente l'avvio di una carriera quarantennale.
Iniziò l'attività internazionale al Festival di Glyndebourne nel 1951, imponendosi subito come raffinato interprete mozartiano e rivestendo successivamente i panni di un gran numero di celebri personaggi del repertorio comico sette-ottocentesco: da ricordare in particolare Dandini ne La Cenerentola, Selim ne Il turco in Italia, Figaro, sia de Le nozze di Figaro che de Il barbiere di Siviglia, oltre a Don Pasquale e Dulcamara.  Partecipò a spettacoli di portata storica: uno per tutti, la prima rappresentazione in epoca contemporanea del già citato Turco in Italia il 22 ottobre 1950 al Teatro Argentina di Roma, direttore Gianandrea Gavazzeni, con Maria Callas e Mariano Stabile.
A partire dagli anni sessanta si distinse anche nel repertorio di marca belcantistica e drammatica: notevolissimi furono l'Alfonso di Castiglia de La favorita, Zurga de Les pêcheurs de perles e i personaggi verdiani di Rigoletto, Germont, Posa, Falstaff, Melitone. A soli due anni dal tardivo debutto, fu ospite d'onore il 23 ottobre 1983 nella serata di gala per il centenario del teatro Metropolitan.
Una voce estremamente duttile e una presenza scenica straordinaria, unite a grande classe e compostezza, hanno sempre caratterizzato Bruscantini, permettendogli di percorrere in pratica l'intero arco storico della musica vocale, da Il combattimento di Tancredi e Clorinda di Claudio Monteverdi del 1624, alla modernità dell'Oedipus rex di Igor' Stravinskij, passando attraverso le Cantate bachiane e la musica da concerto di più varia estrazione, rendendo la sua esperienza artistica pressoché unica nella storia dell'interpretazione lirica.
Fu sposato con il soprano austriaco Sena Jurinac dal 1953 al 1956.

## Repertorio

Sesto Bruscantini a sinistra, con Cesare Gallino e Lina Pagliughi nel 1950

| Ruolo                                       | Titolo                                     | Autore                       |
| ------------------------------------------- | ------------------------------------------ | ---------------------------- |
| Rocco                                       | Fidelio                                    | Beethoven                    |
| Sir Giorgio Riccardo Forth                  | I puritani                                 | Bellini                      |
| Conte Rodolfo                               | La sonnambula                              | Bellini                      |
| Zurga                                       | Les pêcheurs de perles                     | Bizet                        |
| Escamillo                                   | Carmen                                     | Bizet                        |
| Il principe Elecki                          | Pikovaya Dama                              | Čajkovskij                   |
| Varbel                                      | Lodoïska                                   | Cherubini                    |
| Michonnet                                   | Adriana Lecouvreur                         | Cilea                        |
| Bernardone                                  | Giannina e Bernardone                      | Cimarosa                     |
| Martuffo                                    | Chi dell'altrui si veste presto si spoglia | Cimarosa                     |
| Don Catapazio                               | Il credulo                                 | Cimarosa                     |
| Perizonio                                   | L'impresario in angustie                   | Cimarosa                     |
| Don Nardo                                   | Le trame deluse                            | Cimarosa                     |
| Maestro                                     | Il maestro di cappella                     | Cimarosa                     |
| Geronimo                                    | Il matrimonio segreto                      | Cimarosa                     |
| Signor Giampaolo                            | Le astuzie femminili                       | Cimarosa                     |
| Don Romualdo                                | Emilia di Liverpool                        | Donizetti                    |
| Conte Asdrubale                             | L'eremitaggio di Liverpool                 | Donizetti                    |
| Dulcamara                                   | L'elisir d'amore                           | Donizetti                    |
| Enrico Ashton                               | Lucia di Lammermoor                        | Donizetti                    |
| Don Annibale Pistacchio                     | Il campanello                              | Donizetti                    |
| Sulpice                                     | La Fille du régiment                       | Donizetti                    |
| Alfonso XI                                  | La favorita                                | Donizetti                    |
| Don Pasquale Malatesta                      | Don Pasquale                               | Donizetti                    |
| Don Bucefalo Zibaldone                      | Le cantatrici villane                      | Fioravanti                   |
| Frère Laurent                               | Roméo et Juliette                          | Gounod                       |
| Il Re di Scozia                             | Ariodante                                  | Händel                       |
| Le Bailli                                   | Werther                                    | Massenet                     |
| Athanaël                                    | Thaïs                                      | Massenet                     |
| Archibaldo                                  | L'amore dei tre re                         | Montemezzi                   |
| Conte d'Almaviva Figaro                     | Le nozze di Figaro                         | Mozart                       |
| Don Giovanni Commendatore Leporello Masetto | Don Giovanni                               | Mozart                       |
| Don Alfonso Guglielmo                       | Così fan tutte                             | Mozart                       |
| Papageno                                    | Il flauto magico                           | Mozart                       |
| Coppélius Dapertutto Lindorf Miracle        | Les contes d'Hoffmann                      | Offenbach                    |
| Mastro Antonio                              | Il Socrate immaginario                     | Paisiello                    |
| Figaro                                      | Il barbiere di Siviglia                    | Paisiello                    |
| Teodoro                                     | Il re Teodoro in Venezia                   | Paisiello                    |
| Pistolfo                                    | La molinara                                | Paisiello                    |
| Uberto                                      | La serva padrona                           | Pergolesi                    |
| Mengotto                                    | La Cecchina                                | Piccinni                     |
| Marcello Colline                            | La bohème                                  | Puccini                      |
| Barone Scarpia                              | Tosca                                      | Puccini                      |
| Messer Amantio Di Nicola                    | Gianni Schicchi                            | Puccini                      |
| Ramiro                                      | L'Heure espagnole                          | Ravel                        |
| Crispino Tacchetto                          | Crispino e la comare                       | Ricci, Federico Ricci, Luigi |
| Gamberotto                                  | L'equivoco stravagante                     | Rossini                      |
| Germano                                     | La scala di seta                           | Rossini                      |
| Conte Asdrubale                             | La pietra del paragone                     | Rossini                      |
| Gaudenzio                                   | Il signor Bruschino                        | Rossini                      |
| Mustafà Taddeo                              | L'italiana in Algeri                       | Rossini                      |
| Selim                                       | Il turco in Italia                         | Rossini                      |
| Bartolo Figaro                              | Il barbiere di Siviglia                    | Rossini                      |
| Dandini                                     | La Cenerentola                             | Rossini                      |
| Raimbaud                                    | Le Comte Ory                               | Rossini                      |
| Gualtiero                                   | Griselda                                   | Scarlatti                    |
| Il Duca di Borgogna                         | Agnese di Hohenstaufen                     | Spontini                     |
| Barone di Kelbar                            | Un giorno di regno                         | Verdi                        |
| Massimiliano Moor                           | I masnadieri                               | Verdi                        |
| Miller                                      | Luisa Miller                               | Verdi                        |
| Rigoletto                                   | Rigoletto                                  | Verdi                        |
| Giorgio Germont                             | La traviata                                | Verdi                        |
| Simon Boccanegra                            | Simon Boccanegra                           | Verdi                        |
| Renato                                      | Un ballo in maschera                       | Verdi                        |
| Fra' Melitone                               | La forza del destino                       | Verdi                        |
| Rodrigo di Posa                             | Don Carlo                                  | Verdi                        |
| Ford Sir John Falstaff                      | Falstaff                                   | Verdi                        |
| Ruggiero                                    | Orlando furioso                            | Vivaldi                      |
| Kuno                                        | Der Freischütz                             | Weber                        |

## Discografia

### Incisioni in studio
- Il campanello, con Clara Scarangella, Mitì Truccato Pace, Renato Capecchi, Angelo Mercuriali, dir. Alfredo Simonetto - Cetra 1949
- Il matrimonio segreto, con Cesare Valletti, Alda Noni, Giulietta Simionato, Antonio Cassinelli, dir. Manno Wolf-Ferrari - Cetra 1950
- L'amore dei tre re, con Clara Petrella, Amedeo Berdini, Renato Capecchi, dir. Arturo Basile - Cetra 1950
- La serva padrona, con Angelica Tuccari, dir. Alfredo Simonetto - Cetra 1950
- La figlia del reggimento, con Lina Pagliughi, Cesare Valletti, Rina Corsi, dir. Mario Rossi - Cetra 1950
- Le cantatrici villane, con Alda Noni, Franco Calabrese, Agostino Lazzari, Fernanda Cadoni, dir. Mario Rossi - Cetra 1951
- Un giorno di regno, con Lina Pagliughi, Laura Cozzi, Juan Oncina, Renato Capecchi, dir. Alfredo Simonetto - Cetra 1951
- Le nozze di Figaro (Conte), con Italo Tajo, Gabriella Gatti, Alda Noni, Iolanda Gardino, dir. Fernando Previtali - Cetra 1951
- I puritani (Giorgio), con Lina Pagliughi, Mario Filippeschi, Rolando Panerai, dir. Fernando Previtali - Cetra 1952
- Don Pasquale, con Alda Noni, Cesare Valletti, Mario Borriello, dir. Mario Rossi - Cetra 1952
- L'elisir d'amore, con Alda Noni, Cesare Valletti, Afro Poli, dir. Gianandrea Gavazzeni -  Cetra 1952
- La Cenerentola, con Marina de Gabarian, Juan Oncina, Ian Wallace, dir.Vittorio Gui - HMV 1953
- Così fan tutte, con Elisabeth Schwarzkopf, Nan Merriman, Lisa Otto, Rolando Panerai, Leopold Simoneau, dir. Herbert von Karajan - Columbia 1954
- Le nozze di Figaro (Figaro), con Sena Jurinac, Graziella Sciutti, Franco Calabrese, Rise Stevens, dir. Vittorio Gui - HMV 1955
- Don Pasquale (DVD), (Malatesta), con Italo Tajo, Alda Noni, Cesare Valletti, dir. Alberto Erede - video-RAI 1955 ed. Hardy Classic/BCS
- L'italiana in Algeri (Taddeo), con Teresa Berganza, Alvino Misciano, Mario Petri, dir. Nino Sanzogno video-RAI 1957 Hardy Classic (DVD) - Opera D'Oro/GOP (solo audio)
- Il maestro di cappella, dir. Renato Fasano - HMV 1958
- La serva padrona, con Renata Scotto, dir. Renato Fasano - HMV 1960
- Don Giovanni (Leporello), con Mario Petri, Teresa Stich Randall, Leyla Gencer, Luigi Alva, Graziella Sciutti, dir. Francesco Molinari Pradelli - video-RAI 1960 VAI
- Il barbiere di Siviglia, con Victoria de los Ángeles, Luigi Alva, Ian Wallace, Carlo Cava, dir. Vittorio Gui - HMV 1962
- La Cenerentola, con Giulietta Simionato, Ugo Benelli, Paolo Montarsolo, dir. Oliviero De Fabritiis - Decca 1963
- Il barbiere di Siviglia, con Fiorenza Cossotto, Luigi Alva, Fernando Corena, Ivo Vinco, dir. Nino Sanzogno - video-RAI 1968 Opera Lovers/FIORI (solo audio)
- L'elisir d'amore, con Mirella Freni, Renzo Casellato, Mario Basiola, dir. Mario Rossi - video RAI 1968 Frequenz/Opera Italiana (solo audio)
- I pescatori di perle, con Adriana Maliponte, Alfredo Kraus, dir. Carlo Felice Cillario - Carillon 1970
- La traviata (film TV), con Mirella Freni, Franco Bonisolli, dir. Lamberto Gardelli - Acanta 1973 (solo audio)
- La cenerentola, con Bianca Maria Casoni, Ugo Benelli, Alfredo Mariotti, dir. Piero Bellugi - Acanta 1975
- L'italiana in Algeri (Mustafà), con Lucia Valentini Terrani, Ugo Benelli, Enzo Dara, dir. Gary Bertini - Acanta 1976
- Orlando furioso, con Marilyn Horne, Victoria de los Angeles, Lucia Valentini Terrani, Carmen Gonzales, Lajos Kozma, dir. Claudio Scimone - Erato 1977
- Don Pasquale, con Mirella Freni, Gosta Winberg, Leo Nucci, dir. Riccardo Muti - EMI 1983
- La forza del destino (Melitone), con Mirella Freni, Plácido Domingo, Giorgio Zancanaro, Paul Plishka, dir. Riccardo Muti - EMI 1986
- Emilia di Liverpool, con Yvonne Kenry, Geoffey Dolton, Chris Merritt, Anne Mason, dir. David Parry - Opera Rara 1986

### Registrazioni dal vivo
- Il matrimonio segreto, con Alda Noni, Tito Schipa, Fedora Barbieri, Boris Christoff, Hilde Gueden, dir. Mario Rossi - La Scala 1950
- I masnadieri (Massimiliano), con Adriana Guerrini, Renato Capecchi, Ralph Lambert, Angelo Mercuriali, dir. Alfredo Simonetto - Rai-Milano 1951 ed. EJS
- Il signor Bruschino, con Alda Noni, Afro Poli, Tommaso Soley, dir. Carlo Maria Giulini - RAI-Milano 1951 ed. Melodram/Walhall/GOP
- Don Giovanni (Leporello), con Giuseppe Valdengo, Birgit Nilsson, Sena Jurinac, Anton Dermota, Alda Noni, dir. Karl Böhm - Napoli 1955 ed. Golden Melodram
- Il credulo, con Cesare Valletti, Dora Gatta, Elena Rizzieri, Franco Calabrese, Mario Carlin, dir. Alfredo Simonetto - RAI-Milano 1956 ed. Archipel
- Don Giovanni (DVD; Leporello), con Mario Petri, Orietta Moscucci, Ilva Ligabue, Luigi Alva, Graziella Sciutti, dir. Nino Sanzogno - Napoli 1958 ed. House of Opera
- Il turco in Italia, con Graziella Sciutti, Agostino Lazzari, Scipio Colombo, Franco Calabrese, dir. Nino Sanzogno - RAI-Milano 1958 ed. Movimento Musica/Myto/Urania
- La dama di picche, con Leyla Gencer, Antonio Annaloro, Ivo Vinco, Marianna Radev, Agostino Ferrin, dir. Nino Sanzogno - La Scala 1961 ed. Gala
- Lucia di Lammermoor, con Renata Scotto, Alfredo Kraus, Paolo Washington, dir. Bruno Rigacci - Firenze 1963 ed. Cetra/GOP
- Rigoletto, con Emilia Ravaglia, Aldo Bottion, dir. Carlo Franci - RAI-Roma 1963 ed. Lyric Distribution
- Adriana Lecouvreur, con Magda Olivero, Juan Oncina, Adriana Lazzarini, dir. Oliviero De Fabritiis - Napoli 1963 ed. House of Opera
- Il barbiere di Siviglia, con Fiorenza Cossotto, Luigi Alva, Carlo Badioli, Nicolai Ghiaurov, dir. Gabriele Santini - La Scala 1964 ed. Opera D'Oro
- Don Carlo, con Joao Gibin, Nicolai Ghiaurov, Gré Brouwenstijn, Rita Gorr, dir. Francesco Molinari Pradelli - Lisbona 1964 ed. Opera Lovers/Opera Depot
- Don Carlo (DVD), con Sándor Kónya, Nicola Rossi-Lemeni, Gwyneth Jones, Biserka Cvejić, dir. Oliviero De Fabritiis - Tokyo 1967 Encore/On Stage (solo audio)
- Don Carlo, con Bruno Prevedi, Nicolai Ghiaurov, Leyla Gencer, Fiorenza Cossotto, dir. Fernando Previtali - Roma 1968 Melodram/GOP
- I puritani (Riccardo), con Mirella Freni, Luciano Pavarotti, Bonaldo Giaiotti, dir. Riccardo Muti - Rai-Roma 1969 ed. Frequenz/Melodram/Opera D'Oro
- I puritani (Riccardo), con Cristina Deutekom, Nicolai Gedda, Agostino Ferrin, dir. Riccardo Muti - Firenze 1970 ed. GOP
- Agnese di Hoenstaufen, con Montserrat Caballé, Bruno Prevedi, Antonietta Stella, Walter Alberti, dir. Riccardo Muti - RAI-Roma 1970 ed. Foyer/Myto/Opera D'Oro
- Griselda - con Mirella Freni, Luigi Alva, Rolando Panerai - Dir. Nino Sanzogno - Napoli 1970 ed. Opera d'Oro
- L'equivoco stravagante - con Rolando Panerai, Margherita Guglielmi, Elena Zilio,  Giuseppe Baratti - Dir. Bruno Rigacci - Napoli 1971 ed. Bongiovanni
- Tosca, con Radmila Bakocevich, Franco Corelli, dir. Oliviero De Fabritiis - Lisbona 1973 ed. Living Stage
- La traviata (DVD) - con Renata Scotto, Josè Carreras, dir. Nino Verchi - Tokyo 1973 ed. VAI/Legato Classics/Opera D'Oro (solo audio)
- Simon Boccanegra, con Josella Ligi, Gwynne Owell, Andrè Turp, dir. John Matheson - BBC 1975 ed. Mitridate Ponto/Opera Rara
- L'elisir d'amore, con Judith Blegen, Luciano Pavarotti, Brent Ellis, dir.Nicola Rescigno - Met 1981 Decca (DVD)/Bensar
- Il barbiere di Siviglia (Don Bartolo), con Pablo Elvira, Rockwell Blake, Frederica von Stade, Paolo Montarsolo, dir. Emil Tchakarov - Met 1983 ed. Opera Lovers